# Diktátor (film, 1940)
Diktátor, v anglickém originále The Great Dictator, je černobílá celovečerní satirická komedie Charlese Chaplina z roku 1940. Chaplin napsal scénář, film produkoval, režíroval a ztvárnil hlavní dvojroli. Jednalo se o břitkou satiru na německý nacistický režim a Hitlera zvlášť. Film byl prvním mluveným stoprocentně zvukovým Chaplinovým filmem. Jde o Chaplinův komerčně nejúspěšnější film, který natočil, a jeden z jeho časově nejrozsáhlejších (trvá přes 2 hodiny).

## Děj
Děj začíná za první světové války scénou souboje nešikovného vojína (Chaplin) s obřím dělem. Vojín ztratí na dalších 20 let paměť. Mezitím se v jeho rodné Tomanii ujme moci diktátor Adenoid Hynkel (opět Chaplin).

## Zajímavosti
V několika scénách z židovského ghetta se objevují plakáty a nápisy v jazyce esperanto, který Chaplin použil zřejmě proto, aby nemusel svůj příběh zasazovat do žádného konkrétního jazykového prostředí.
Film dále skrytě, ale přesto zjevně paroduje aspekty Třetí říše, včetně spojenectví Německa (Tomanie) a Itálie (Bakterie), v jejímž čele stojí ve filmu Benzino Napaloni (Benito Mussolini), nápadně připomínající svůj předobraz, zaujímá charakteristické pózy známé z fotografií a filmových záběrů a hovoří s italským přízvukem. Ve filmu se objeví v souvislosti s plánovanou invazí do sousedního státu Osterlich (anšlus Rakouska)
Ministrem války Tomanie je Herring (Hermann Göring), což v angličtině zároveň znamená „sleď“, ministrem propagandy je Garbitsch (Goebbels), což je výslovností totožné s anglickým slovem „garbage“ znamenajícím „smetí“, používaném i přeneseně ve významu „plky“.
V několika scénách začne diktátor Hynkel v rozčilení mluvit jiným jazykem, který připomíná němčinu a paroduje tak Hitlerovy emotivní projevy.

Dvojitý kříž, symbol diktátora

Ve filmu předváděný antisemitismus a represe vůči židovskému obyvatelstvu nejsou nikde vysvětleny ani zdůvodněny, stavíc tak celou protižidovskou mašinerii do pozice absolutně bezdůvodného rozmaru. Represe jsou dokonce na čas odvolány, když diktátor potřebuje finanční půjčku od Epsteina, bohatého žida, ale represe se v plné síle vracejí v okamžiku, kdy je půjčka zamítnuta.
Výjimkou je krátká scénka, v níž se Hynkel společně se svým ministrem propagandy sní nad budoucností své vlasti zbavené židů, po nichž bude následovat i likvidace brunetů, až v Tomanii zbude pouze čistě árijský lid složený z modrookých blonďáků, kteří budou svého vůdce uctívat téměř jako boha. Oba přitom zcela ignorují fakt, že oni sami jsou bruneti (podobně jako ideální obraz árijce nesplňoval ani sám Hitler), což však v důsledku dojem nesmyslnosti pouze prohlubuje.